# Eskolaíta
La eskolaíta es la forma mineral del óxido de cromo (III) (Cr2O3), descrita por primera vez en 1958 por su presencia en el yacimiento de Outokumpu (Finlandia).
Lleva su nombre en honor a Pentti Eskola, geólogo finlandés pionero en el estudio de rocas metamórficas.

## Propiedades
De color negro o verde oscuro, la eskolaíta es un mineral opaco de brillo metálico.
Tiene una dureza entre 8 y 8,5 en la escala de Mohs —entre la del topacio y la del crisoberilo— y una densidad de 5,18 g/cm³.
Es un mineral anisótropo que posee pleocroísmo (absorbe la luz de distinta manera en función de la dirección en la que esta incide, especialmente cuando está polarizada): los fragmentos o bordes de grano presentan una coloración de verde esmeralda a verde oliva, mientras que las secciones pulidas no son pleocroicas.
Cristaliza en el sistema trigonal, en la clase hexagonal escalenoédrica. Es miembro del grupo de la hematita (M2O3, siendo M = Al, Fe, V, Cr, Ti) y forma una serie con la karelianita (V3+2O3).

## Morfología y formación

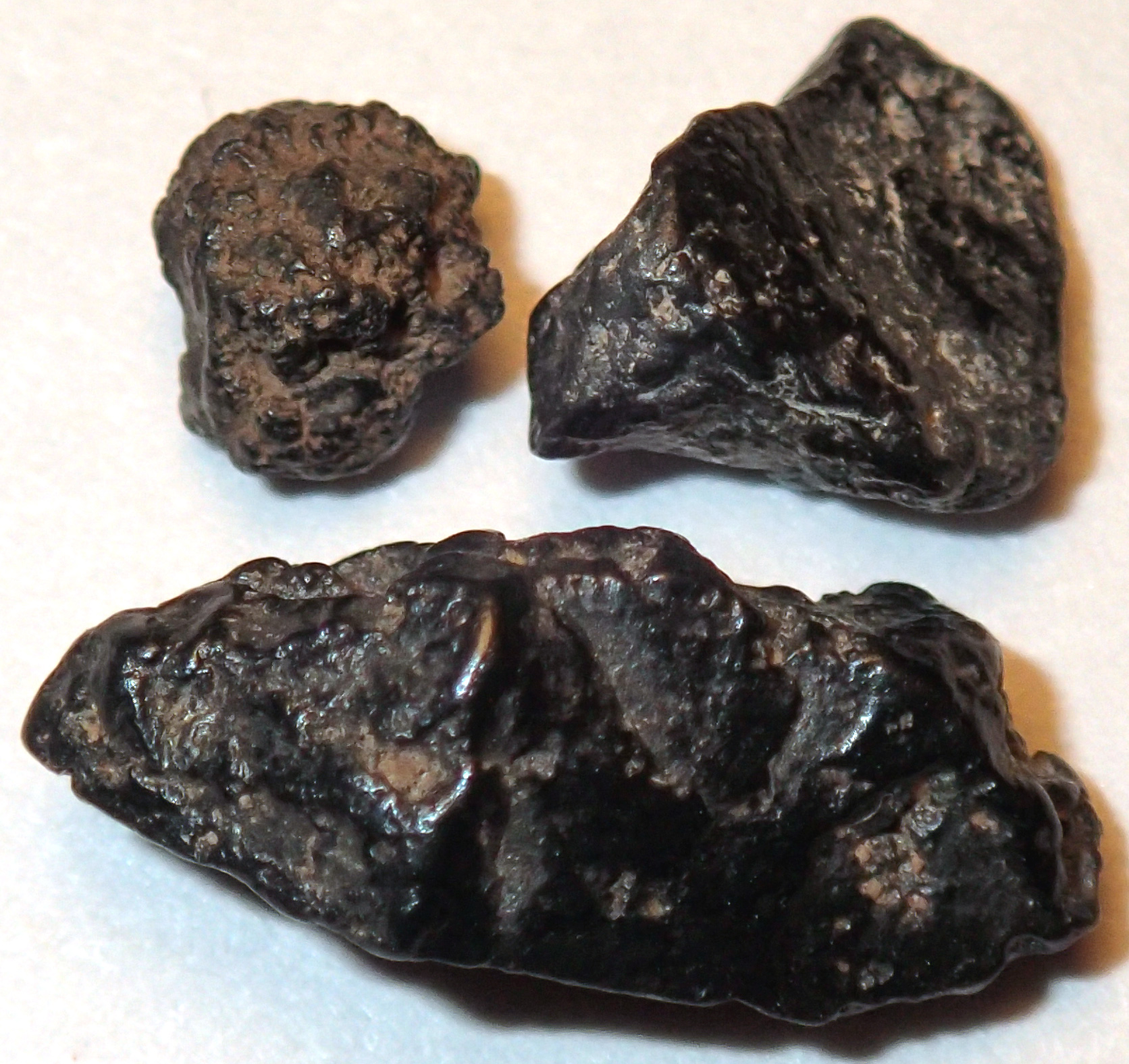
Merumitas procedentes de Guyana. Estas rocas contienen diversos minerales de cromo, entre ellos eskolaíta.

La eskolaíta puede presentar diversos hábitos cristalinos: hexagonal, laminar (semejante a las micas, o prismático, formando prismas delgados.
Puede aparecer asociada a diversos minerales, entre ellos guyanaíta, pirrotita, pentladita, calcopirita y pirita.
Este mineral se ha encontrado en skarns de tremolita rica en cromo, metacuarcitas y vetas de clorita.
También en guijarros en arroyos y como componente de condritas.

## Yacimientos
La localidad tipo se emplaza en Outokumpu en Finlandia Oriental; es un depósito que contiene sulfuros estratiformes masivos de Cu-Zn-Co relacionados con ofiolitas, sulfuros de níquel diseminados, roca de cuarzo y roca de silicato de calcio.
En Rusia, a 200 km de la frontera con Finlandia, se ha encontrado eskolaíta en Srednyaya Padma, mina de uranio-vanadio cercana al Lago Onega.
Asimismo, el estado de Bahía (Brasil) cuenta con depósitos en Érico Cardoso y Paramirim.
Este mineral también aparece en el meteorito Murchison, cuyos fragmentos cayeron en 1969 sobre Murchison (Victoria, Australia), así como en el caído en Kiel (Alemania) en 1962.